# Giovanni Marinoni
Giovanni Marinoni (* 25. Dezember 1490 in Venedig; † 13. Dezember 1562 in Neapel) war Mitglied des katholischen Männerorderns der Theatiner und ist Seliger der katholischen Kirche.
Als Francesco Marinoni von bergamaskischen Eltern geboren, entschloss er sich für die Laufbahn eines Geistlichen und studierte Theologie an der Universität Padua. Zurück in Venedig wurde er zunächst Küster und schließlich Kanoniker von San Marco.
Am 9. Dezember 1528 empfing er aus der Hand von Giampietro Carafa, dem späteren Papst Paul IV. (1555–1559) das Ordenskleid der Theatiner und wechselte seinen Namen von Francesco zu Giovanni.
Während der Epidemie und der Hungersnot von 1528 in Venedig bauten er und seine Ordensbrüder karitative Strukturen auf und gründeten ein Hospiz.
Auf Befehl von Papst Clemens VII. (1523–1534) gingen Giovanni Marioni und sein Ordensbruder Gaetano da Thiene (1480–1547) nach Neapel, um der dortigen lutherisch-reformatorischen Bewegung entgegenzuwirken.
Neben seiner Tätigkeit als Prediger im Sinne des römischen Katholizismus sieht er in der kulturellen und geistigen Bildung sowie dem Kampf gegen Analphabetismus und Armut der Bevölkerung eine seiner wichtigsten Aufgaben.
Er starb an der Cholera am 13. Dezember 1562 in Neapel und wurde in der dortigen Basilika San Paolo Maggiore neben Gaetano da Thiene beigesetzt.
Giovanni Marinoni wurde am 11. September 1762 von Papst Clemens XIII. seliggesprochen.